# オキナ
オキナ株式会社は、日本の文具メーカー。本社は東京都墨田区本所。封筒や書簡、事務用紙、学習帳など紙製品を手掛けており、1983年から販売している方眼紙「プロジェクトペーパー」や封筒で知られている。社章はトナカイのマーク（後述）。

## 社名の由来
オキナの前身は中井紙製品工業という。当初は能舞台で使用する翁の面がトレードマークであったが、1965年の企業拡大に伴い、社名をオキナに変更。同時に社章を翁の面からトナカイに変えた。このトナカイは創業者、中井悦三の理念である「お客様と中井」或いは「仕入れ先と中井」という互助精神を汲み、“～と中井”を掛けてトナカイとしたものである。

## 主な製品
- 封筒
- 書簡（便箋、レターセットなど）
- 事務用品
- ノートブック
- 学習帳（パリオノート）
- 賞状用紙
- のし紙

など